# Jürgen Baumann
Jürgen Baumann (* 22. Juni 1922 in Essen; † 26. November 2003 in Tübingen) war ein deutscher Rechtswissenschaftler und Politiker (FDP).

## Leben und Wirken
Der Kaufmannssohn wuchs in Essen, Jerusalem und Berlin auf und besuchte das Pädagogium Züllichau bis zum Abitur im Jahre 1940 und leistete anschließend bis Kriegsende Dienst in der Wehrmacht. Nach Kriegsgefangenschaft und dem Studium der Rechtswissenschaft und der Volkswirtschaftslehre an der Universität Münster in Westfalen von 1946 bis 1952 ließ er sich 1953 als Rechtsanwalt nieder. Nebenher setzte er seine Tätigkeiten an der Universität Münster (1951 als Wissenschaftlicher Assistent, ab 1955 als Privatdozent) bis zu seiner Berufung nach Tübingen weiter fort. Er wurde 1950 in Münster mit der Dissertation Die Narkoanalyse promoviert. Seine Habilitation erfolgte ebenfalls in Münster mit der Schrift Der strafrechtliche Schutz bei den Sicherungsrechten des modernen Wirtschaftsverkehrs: Zugleich ein Beitrag zur Lehre von der Abhängigkeit des Strafrechts vom Zivilrecht.
Er war von 1959 bis zu seiner Emeritierung 1988 ordentlicher Professor an der Eberhard Karls Universität Tübingen. Außerdem war er auch rechtspolitischer Berater der FDP. Zusammen mit Claus Roxin und Werner Maihofer gehörte er zu den Autoren des 1967 vorgelegten „Alternativentwurfs für das Strafrecht, Allgemeiner Teil“, der das bisherige Strafrecht der Bundesrepublik Deutschland grundlegend reformierte. Zu seinen zahlreichen Schülern gehören unter anderem die ehemalige Verfassungsrichterin Christine Hohmann-Dennhardt und der Jurist und Drehbuchautor Fred Breinersdorfer.
Am 23. Juli 1976 wurde Jürgen Baumann von Berlins Regierendem Bürgermeister Klaus Schütz zum Justizsenator berufen. Er führte dieses Amt auch nach dem Rücktritt Schütz’ und dem Wechsel zu Dietrich Stobbe fort.
Nach der gewaltsamen Befreiung des Terroristen Till Meyer aus der Justizvollzugsanstalt Moabit am 27. Mai 1978 übernahm Baumann die politische Verantwortung und trat am 3. Juli 1978 von seinem Amt zurück. Sein Nachfolger wurde Gerhard Moritz Meyer (FDP). Er zog sich danach aus der Politik weitgehend zurück und kehrte in die Wissenschaft zurück.
Von 1969 bis 1990 war Baumann Mitglied des Beirats der Friedrich-Naumann-Stiftung.

## Ehrungen
- 1989: Großes Verdienstkreuz mit Stern der Bundesrepublik Deutschland

## Schriften (Auswahl)
- Einführung in die Rechtswissenschaft: Rechtssystem und Rechtstechnik, 8. Auflage, C.H. Beck, München 1989, ISBN 978-3-406-33775-8.
- Beiträge zur Strafrechtsdogmatik, Gieseking, Bielefeld 1987, ISBN 978-3-7694-0695-5.
- Alternativentwurf eines Gesetzes über Sterbehilfe, Thieme, Stuttgart 1986, ISBN 978-3-13-688201-6.
- mit Gunther Arzt, Ulrich Weber: Strafrechtsfälle und Lösungen. 6. Auflage, Gieseking, Bielefeld 1986, ISBN 978-3-7694-0691-7.
- Entwurf eines Jugendstrafvollzugsgesetze, Müller, Heidelberg 1985, ISBN 978-3-8114-5585-6.
- mit Ulrich Weber: Strafrecht: Allgemeiner Teil, 9. Auflage, Gieseking, Bielefeld 1985, ISBN 978-3-7694-0677-1.
- mit Wolfgang Brehm: Zwangsvollstreckung, 2. Auflage, Gieseking, Bielefeld 1982, ISBN 978-3-7694-0659-7.
- Entwurf eines Untersuchungshaftvollzugsgesetzes, Mohr, Tübingen 1981, ISBN 978-3-16-644061-3.
- Alternativ-Entwurf Novelle zur Strafprozessordnung: Strafverfahren mit nichtöffentlicher Hauptverhandlung, Mohr, Tübingen 1980, ISBN 978-3-16-643561-9.
- Grundbegriffe und System des Strafrechts, 5. Auflage, Kohlhammer, Stuttgart 1979, ISBN 978-3-17-005185-0.
- Einige Modelle zum Strafvollzug, Gieseking, Bielefeld, 1979, ISBN 978-3-7694-0643-6.
- Grundbegriffe und Verfahrensprinzipien des Strafprozessrechts, 3. Auflage, Kohlhammer, Stuttgart 1979, ISBN 978-3-17-005184-3.
- Grundbegriffe und Verfahrensprinzipien des Zivilprozessrechts, 2. Auflage, Kohlhammer, Stuttgart 1979, ISBN 978-3-17-005183-6.